# TMEM126A
TMEM126A (англ. Transmembrane protein 126A) – білок, який кодується однойменним геном, розташованим у людей на короткому плечі 11-ї хромосоми. Довжина поліпептидного ланцюга білка становить 195 амінокислот, а молекулярна маса — 21 527.
| 10         |  | 20         |  | 30         |  | 40         |  | 50         |
| ---------- |  | ---------- |  | ---------- |  | ---------- |  | ---------- |
| MENHKSNNKE |  | NITIVDISRK |  | INQLPEAERN |  | LLENGSVYVG |  | LNAALCGLIA |
| NSLFRRILNV |  | TKARIAAGLP |  | MAGIPFLTTD |  | LTYRCFVSFP |  | LNTGDLDCET |
| CTITRSGLTG |  | LVIGGLYPVF |  | LAIPVNGGLA |  | ARYQSALLPH |  | KGNILSYWIR |
| TSKPVFRKML |  | FPILLQTMFS |  | AYLGSEQYKL |  | LIKALQLSEP |  | GKEIH      |

A: Аланін

C: Цистеїн

D: Аспарагінова кислота

E: Глутамінова кислота

F: Фенілаланін

G: Гліцин

H: Гістидин

I: Ізолейцин

K: Лізин

L: Лейцин

M: Метіонін

N: Аспарагін

P: Пролін

Q: Глутамін

R: Аргінін

S: Серин

T: Треонін

V: Валін

W: Триптофан

Задіяний у такому біологічному процесі, як альтернативний сплайсинг. 
Локалізований у мембрані, мітохондрії, внутрішній мембрані мітохондрії.